# Allerheiligen-Kathedrale von Khartum
Die Allerheiligen-Kathedrale von Khartum ist ein Kirchengebäude der anglikanischen Kirche in der sudanesischen Hauptstadt Khartum.

## Lage
Die Kathedrale liegt im Osten von Südkhartum, in der Nähe des Flughafens von Khartum.

## Geschichte
Der Grundstein für die Kathedrale wurde am 27. Mai 1979 gelegt, nachdem die Alte Allerheiligen-Kathedrale von Khartum nahe dem Präsidentenpalast von Khartum am 1. Juli 1971 von der sudanesischen Regierung konfisziert wurde und der aktuelle Standort als neuer Standort für die Kathedrale zugewiesen wurde. Die Einweihung fand am 18. September 1983 statt.